# 宜春公主
宜春公主（?—?），唐朝公主，是中国唐朝第六代皇帝唐玄宗李隆基的三十个女儿之一。她的生母是林昭仪，史书仅仅记载了她的封号宜春公主。宜春公主没到适婚年龄，就已经去世。    